# Differentieel netwerk
Een differentieel netwerk wordt gebruikt om de nauwkeurigheid van GPS-informatie te verbeteren door middel van een referentieontvanger op een locatie met bekende positie.
Bij de referentieontvanger worden correcties op de ontvangen satellietsignalen berekend. Elke mobiele ontvanger in de buurt ontvangt zowel satellietsignalen als de correcties van de referentieontvanger. Zo kan de mobiele ontvanger zijn eigen berekende positie corrigeren, waardoor een hogere nauwkeurigheid mogelijk wordt. 
De kwaliteit van de correcties kan nog verbeterd worden door meerdere referentieontvangers in het netwerk te plaatsen. Zo zijn er verschillende systemen:
- DGPS
- RTK
- LRK
- EGNOS
- WAAS
- FLEPOS
- MSAS
- Starfix HP
- C Nav
- NETPOS
- Eurofix - TU Delft
- OmniSTAR